# ラップタオル
ラップタオル (Wrap Towel) とは、タオル地で作られた衣類のひとつ。その見た目から、スカートタオル、巻きタオルとも呼ばれたり、主な用途から着替えタオルと呼ばれたりする。
ビッグサイズのバスタオルにゴムを縫いつけ、両端にはスナップを取り付け、留められるように作られたスカート状のタオルである。

## 用途
水着や水着インナーへ着替える際には下着姿・プライベートゾーンを露出させるため、バスタオルやラップタオルなど（ボトム部分はスカートなども）を用いて下着姿・プライベートゾーンを隠しながら着替えるが、バスタオルでは着替えの最中に脱落して下着姿・プライベートゾーンを露出してしまう恐れがある。その恐れをなくすために作られたのが、ラップタオルである。
プールの授業を行う学校側から、スクール水着への着替えのために着替え用タオルの使用を勧めるケースもあった。1960年代においては、普通のバスタオルで着替えるケースがほとんどで、1970年代においても市販されていなかったので店頭で見ることはなく、学校から作り方を書いたプリントが配布され、親の手製のタオルを使用したり普通のバスタオルを使って着替える状況であった。現在の形になったのは、1980年代半ば、吉野藤の子供服部の森谷の発案により、コモ企画の小宮山が製品化し、市販されるようになった。当初は無地で作られたが、ハローキティとバンダイのスーパー戦隊シリーズをプリントし、大ヒットした。商品名は当初「巻きタオル」で販売され、その後に「ラップタオル」、「ラップバス」としても販売されるようになった。
プールや入浴後の防寒・保温や、水着姿・下着姿・プライベートゾーンを隠すという目的で、ラップタオルが使われることがある。女性向けに、ストラップ付きのラップタオルも存在する。
水着以外でも、体操服などの着替えなどで下着姿・プライベートゾーンを隠したいときにもラップタオルが使われることがある。
健康診断でも不必要な露出を避けるためにラップタオルを使用することがある。
キャラクターが取り扱われた物など、数々のバリエーションが存在している。
小学校1年生では、迅速にラップタオルを使って着替えられるように練習させる場合もある。